# Sintagma verbal
Em linguística, sintagma verbal (SV) é a unidade sintática composta por pelo menos um verbo e seus dependentes – objeto, complemento e outros modificadores –, nem sempre incluindo o sujeito. O sintagma verbal é semelhante ao que a gramática tradicional chama de predicado.
Em gramáticas de estrutura frasal, como a gramática gerativa, o sintagma verbal é aquele encabeçado por um verbo. Pode ser composto por apenas um único verbo, mas normalmente consiste em combinações de verbos principais e auxiliares, além de especificadores opcionais, complementos e adjuntos.